# Der Taufsohn

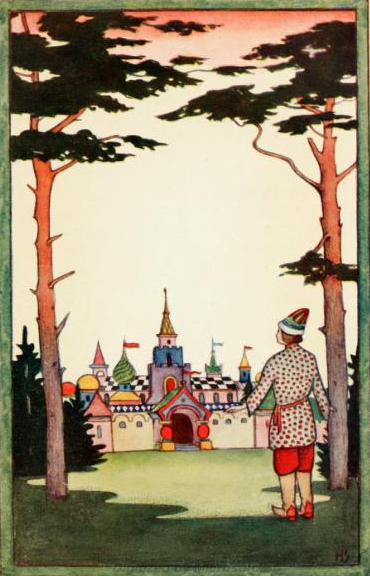
Illustration zu der Legende
Der Taufsohn.
Illustrator: Michael Sevier (anno 1916)

Der Taufsohn (russisch Крестник, Krestnik) ist eine Legende von Lew Tolstoi, die im Spätwinter 1886 entstand und im selben Jahr in der Aprilausgabe der Literaturbeilage Knischki Nedeli (Wochenbüchlein) zum Petersburger Literaturwochenblatt Die Woche als „Volksmärchen“ sowie – ebenfalls 1886 – in Tolstois 4. Russischen Lesebuch des Sammelbandes Rasskasy is «Nowoi asbuki» in Petersburg erschien. Eine Ausgabe des Textes im Verlag Posrednik wurde von der Geistlichen Russischen Zensur bis ins Jahr 1906 als gottlos verboten.

## Inhalt
Ein bettelarmer Bauer findet für seinen neugeborenen Sohn im Dorf keinen Paten. Als er außerhalb sucht, begegnet ihm auf der Straße ein bereitwilliger Fremder.
Jahre später zu Ostern fragt der Taufsohn die Eltern nach dem Paten, weil er ihm den Osterkuss geben möchte. Die Eltern wissen keine Antwort, erlauben aber die Suche. So zieht der Taufsohn in die Welt hinaus. Tatsächlich findet der Junge den Paten in dessen prunkvollem Schloss. Darin hält sich der Taufsohn 30 Jahre lang auf. Darauf setzt er sich über ein Verbot des Paten hinweg. Der Taufsohn betritt den Thronsaal und berührt den Stab neben dem Thron. Alles Unheil beginnt. Die vier Wände des Thronsaals gleiten herab und der Taufsohn blickt nach allen Himmelsrichtungen auf die Übel der Welt.  Als er einen Räuber mit dem Tode bestraft, kann das den Beifall des Paten nicht finden. Im Gegenteil, der Pate fordert vom Taufsohn, er soll hinausgehen und draußen alle Sünden des Räubers sühnen. Dafür gibt er ihm noch einmal 30 Jahre Zeit.
Der Taufsohn macht sich getrost auf den Weg, geht unter die Leute, beobachtet ihr Tun und beginnt mit dem Unterweisen einer jungen dummen Bäuerin. Die bekommt den Esstisch nicht sauber, weil sie den schmutzigen Wischlappen vorher nicht ausgewaschen hat. Hernach belehrt er Bauern, die an ihrem Arbeitsplatz eine Radfelge am Holzklotz nicht biegen können, weil dieser der Muskelkraft nachgibt. Der Klotz muss festgemacht werden. Und schließlich bringt er Hirten den Trick bei, mit dem sie nasses Feuerholz verwenden können: Die Flamme des zuerst entzündeten trockenen Holzes muss stark genug sein.
Den Taufsohn bedrängt unterwegs ein weiterer Räuber, der noch ungestraft sein Unwesen treibt. Der Taufsohn denkt nach, entsinnt sich der dummen Bäuerin mit dem schmutzigen Wischlappen und hat seinen ersten vernünftigen Schritt gefunden: Er muss zunächst sein Herz reinigen. Dazu flieht er vor den Menschen in die Waldeinsamkeit. Als das der Räuber erkennt, antwortet dieser Strauchdieb zum ersten Mal auf die ständigen Belehrungen des Taufsohnes nicht wie sonst mit Grimm, sondern spendiert ihm heimlich von seinem trockenen Brot. Trotzdem bedroht der Räuber nach wie vor das Leben des Einsiedlers im Walde.
Im zweiten Schritt besiegt der Taufsohn seine Todesangst vor dem Räuber, indem er sein Leben an Gott befestigt. Ebenso wie die ungeschickten Bauern den Holzklotz festgemacht hatten, so beugt sich auf einmal das angstvolle Herz des Taufsohnes gleich jener Felge.
Der Räuber läutert sich aber erst, als der Taufsohn über ihn weint. Der Taufsohn kann dem Räuber dessen längst fällige Einkehr  mit dem entfachten starken Feuer in seinem Herzen erklären, das endlich das Räuberherz entzündet hat.
Die 30 Jahre nach dem Berühren des Zauberstabes im Thronsaal sind vergangen. Der Taufsohn stirbt und wird vom Räuber begraben. Letzterer tritt in die Fußstapfen des Ersteren. Er läutert Menschen.

## Deutschsprachige Ausgaben
- Der Taufsohn. Deutsch von Arthur Luther. S. 168–188 in: Gisela Drohla (Hrsg.): Leo N. Tolstoj. Sämtliche Erzählungen. Fünfter Band. Insel, Frankfurt am Main 1961 (2. Aufl. der Ausgabe in acht Bänden 1982, verwendete Ausgabe)